# Cena Izvestijí 1986
Dvacáctý ročník Ceny Izvestijí se konal od 16. do 21. 12. 1986 v Moskvě. Zúčastnilo se pět reprezentačních mužstev, která se utkala jednokolovým systémem každý s každým.

## Výsledky a tabulka
|    |         | SSSR          | CAN    | SWE     | ČSSR           | FIN    | V | R | P | Skóre | B |
| 1. | SSSR    | Sovětský svaz | 5:1    | 6:0     | 1:0            | 2:3    | 3 | 0 | 1 | 14:4  | 6 |
| 2. | Kanada  | 1:5           | Kanada | 6:4     | 1:4            | 3:2    | 2 | 0 | 2 | 11:15 | 4 |
| 3. | Švédsko | 0:6           | 4:6    | Švédsko | 2:1            | 2:0    | 2 | 0 | 2 | 8:13  | 4 |
| 4. | ČSSR    | 0:1           | 4:1    | 1:2     | Československo | 5:5    | 1 | 1 | 2 | 10:9  | 3 |
| 5. | Finsko  | 3:2           | 2:3    | 0:2     | 5:5            | Finsko | 1 | 1 | 2 | 10:12 | 3 |

 Švédsko -  Československo 2:1 (0:0, 2:0, 0:1)
16. prosince 1986 - Moskva

Branky a nahrávky Švédska: 25:06 Tommy Samuelsson, 36:16 Håkan Södergren (Bengt-Åke Gustafsson).

Branky a nahrávky Československa: 47:49 Jiří Hrdina (Jiří Doležal).

Rozhodčí: Pertti Juhola (FIN) – Igor Prusov (URS), Konstantin Komisarov (URS)

Vyloučení: 8:6 (využití 1:1)
ČSSR: Dominik Hašek – Luděk Čajka, Stanislav Mečiar, Miloslav Hořava, Rudolf Suchánek, Mojmír Božík, Jaroslav Benák, Antonín Stavjaňa, Bedřich Ščerban – Otakar Janecký, Dušan Pašek, Jiří Šejba – Petr Rosol, Vladimír Růžička (25. Dárius Rusnák), Petr Vlk – David Volek, Jiří Hrdina, Jiří Doležal – Oldřich Válek, Rostislav Vlach, František Černý.
Švédsko: Åke Lilljebjörn – Lars Karlsson, Tommy Samuelsson, Mats Kihlström, Peter Andersson, Thomas Eriksson, Tommy Albelin – Matti Pauna, Thomas Rundqvist, Staffan Lund – Jonas Bergqvist, Bengt-Åke Gustafsson, Håkan Södergren – Peter Sundström, Tom Eklund, Lars-Gunnar Pettersson – Mikael Hjälm, Thomas Ljundbergh, Peter Gradin (31. Magnus Roupe).
 SSSR -  Kanada 5:1 (2:0, 2:0, 1:1)
16. prosince 1986 - Moskva

Branky a nahrávky SSSR: 2. Michail Tatarinov (Vasilij Pěrvuchin), 9. Sergej Charin (Alexandr Fatkullin), 27.Igor Larionov (Vladimir Krutov), 37. Andrej Chomutov (Michail Varnakov), 57. Anatolij Semjonov (Vladimir Krutov, Sergej Jašin).

Branky a nahrávky Kanady: 52. Ken Berry.

Rozhodčí: Dag Olsson (SWE) – Michail Galinovskij (URS), Alexandr Pavlovskij (URS)

Vyloučení: 7:8 (využití 0:0, v oslabení 1:0)
SSSR: Jevgenij Bělošejkin – Alexej Kasatonov, Vjačeslav Fetisov, Michail Tatarinov, Vasilij Pěrvuchin, Sergej Starikov, Igor Stělnov, Alexandr Fatkullin, Vladimir Ťjurikov – Sergej Makarov, Igor Larionov, Vladimir Krutov – Sergej Jašin, Sergej Světlov, Anatolij Semjonov – Andrej Chomutov, Vjačeslav Bykov, Michail Varnakov – Sergej Prjachin, Jurij Chmyljov, Sergej Němčinov – Sergej Charin, Alexandr Semak.
Kanada: Sean Burke – Trent Yawney, Zarley Zalapski, Dave Reierson, Larry Trader, Chris Felix, Toni Stiles – Vaughn Karpan, Benoit Doucet, Wally Schreiber – Claude Vilgrain, Cliff Ronning, Don McLaren – Marc Habscheid, Gordon Sherven, Ken Berry – Fabian Joseph, Mike Stapleton, Steve Nemeth.
 SSSR -  Finsko 2:3 (0:0, 2:2, 0:1)
17. prosince 1986 - Moskva

Branky a nahrávky SSSR: 39. Andrej Chomutov (Alexandr Semak, Michail Varnakov), 40. Igor Larionov (Vjačeslav Fetisov).

Branky a nahrávky Finska: 23. Risto Kurkinen (Pekka Järvelä), 30. Jari Torkki (Timo Jutila), 50. Jari Torkki (Pekka Järvelä).

Rozhodčí: Geiger (CAN) – Igor Prusov (URS), Konstantin Komisarov (URS)

Vyloučení: 2:4 (využití 0:0)
SSSR: Sergej Mylnikov – Alexej Kasatonov, Vjačeslav Fetisov, Sergej Starikov, Igor Stělnov, Michail Tatarinov, Vasilij Pěrvuchin, Alexandr Fatkullin, Vladimir Ťjurikov – Sergej Makarov, Igor Larionov, Vladimir Krutov – Andrej Chomutov, Alexandr Semak, Michail Varnakov – Sergej Jašin, Sergej Světlov, Anatolij Semjonov – Sergej Charin, Sergej Němčinov, Jurij Chmyljov.
Finsko: Jarmo Myllys – Pertti Lehtonen, Jyrki Lumme, Hannu Virta, Jukka Virtanen, Timo Jutila, Jarmo Kuusisto, Arto Ruotanen, Vesa Salo – Iiro Järvi, Risto Jalo, Jari Neuvonen – Jukka Vilander, Erkki Lehtonen, Ari Vuori – Risto Kurkinen, Jari Torkki, Pekka Järvelä – Pekka Tuomisto, Kari Jalonen, Kari Laitinen.
 Švédsko -  Kanada 4:6 (1:3, 2:1, 1:2)
17. prosince 1986 - Moskva

Branky a nahrávky Švédska: 18. Tommy Albelin (Mikael Hjälm), 22. Peter Andersson, 25. Jonas Bergqvist (Bengt-Åke Gustafsson), 42. Thomas Ljundbergh (Tommy Albelin).

Branky a nahrávky Kanady: 5. Zarley Zalapski (Wally Schreiber, Gordon Sherven), 10. Ken Berry, 20. Ken Berry (Marc Habscheid), 20. Fabian Joseph, 46. Zarley Zalapski (Gordon Sherven, Marc Habscheid), 51. Cliff Ronning.

Rozhodčí: Vladimír Šubrt (TCH) – Michail Galinovskij (URS), Alexandr Pavlovskij (URS)

Vyloučení: 5:7 (využití 1:1)
Švédsko: Peter Åslin (21. Åke Lilljebjörn) – Mats Kihlström, Lars Karlsson, Magnus Svensson, Peter Andersson, Tommy Albelin, Thomas Eriksson, Tommy Samuelsson - Matti Pauna, Thomas Rundqvist, Magnus Roupe - Peter Sundström, Tom Eklund, Lars-Gunnar Pettersson – Mikael Hjälm, Thomas Ljundbergh, Staffan Lund – Jonas Bergqvist, Bengt-Åke Gustafsson, Peter Gradin.
Kanada: Rick Kosti – Trent Yawney, Zarley Zalapski, Larry Trader, Chris Felix, Dave Reierson, Toni Stiles – Vaughn Karpan, Benoit Doucet, Wally Schreiber – Marc Habscheid, Gordon Sherven, Ken Berry – Fabian Joseph, Mike Stapleton, Steve Nemeth - Claude Vilgrain, Cliff Ronning, Don McLaren.
 Československo -  Finsko 5:5 (2:3, 2:1, 1:1)
18. prosince 1986 - Moskva

Branky a nahrávky Československa: 12:15 Dušan Pašek (Jiří Šejba), 18:56 Jiří Hrdina, 19:23 Jiří Doležal (Jiří Hrdina), 25:57 Dárius Rusnák, 45:55 Jiří Hrdina.

Branky a nahrávky Finska: 11:21 Risto Jalo, 14:00 Kari Laitinen (Kari Jalonen), 35:15 Jari Neuvonen (Jyrki Lumme), 39:23 Jari Neuvonen (Risto Jalo), 52:40 Timo Jutila

Rozhodčí: Bogdan Tyszkiewicz (POL) – Michail Galinovskij (URS), Alexandr Pavlovskij (URS)

Vyloučení: 2:3 (využití 0:0)
ČSSR: Jaromír Šindel - Luděk Čajka, Stanislav Mečiar, Rudolf Suchánek, Miloslav Hořava, Mojmír Božík, Jaroslav Benák, Antonín Stavjaňa, Bedřich Ščerban – Otakar Janecký, Dušan Pašek, Jiří Šejba – Petr Rosol, Dárius Rusnák, František Černý – David Volek, Jiří Hrdina, Jiří Doležal – Oldřich Válek, Jiří Kučera, Petr Vlk.
Finsko: Jarmo Myllys – Pertti Lehtonen, Jyrki Lumme, Hannu Virta, Jukka Virtanen, Timo Jutila, Jarmo Kuusisto, Arto Ruotanen, Vesa Salo – Iiro Järvi, Risto Jalo, Jari Neuvonen – Jukka Vilander, Erkki Lehtonen, Ari Vuori – Risto Kurkinen, Jari Torkki, Pekka Järvelä – Pekka Tuomisto, Kari Jalonen, Kari Laitinen.
 Kanada -  Československo 1:4 (1:1, 0:0, 0:3)
19. prosince 1986 - Moskva

Branky a nahrávky Kanady: 6:15 Steve Nemeth (Fabian Joseph, Mike Stapleton).

Branky a nahrávky Československa: 2:09 Jiří Doležal (Jiří Hrdina), 42:47 Bedřich Ščerban (Jiří Doležal), 48:41 Petr Vlk (Antonín Stavjaňa), 52:26 Jiří Šejba (Dušan Pašek).

Rozhodčí: Pertti Juhola (FIN) – Igor Prusov (URS), Konstantin Komisarov (URS)

Vyloučení: 4:5 (využití 0:0) navíc Marc Habscheid na 10 min.
Kanada: Sean Burke – Trent Yawney, Zarley Zalapski, Dave Reierson, Larry Trader, Chris Felix, Toni Stiles – Vaughn Karpan, Benoit Doucet, Wally Schreiber – Claude Vilgrain, Cliff Ronning, Don McLaren – Marc Habscheid, Gordon Sherven, Ken Berry – Fabian Joseph, Mike Stapleton, Steve Nemeth.
ČSSR: Dominik Hašek – Luděk Čajka, Miloslav Hořava, Mojmír Božík, Jaroslav Benák, Antonín Stavjaňa, Bedřich Ščerban – Otakar Janecký, Dušan Pašek, Jiří Šejba – Petr Rosol, Dárius Rusnák, František Černý – David Volek, Jiří Hrdina, Jiří Doležal – Jiří Kučera (21. Oldřich Válek), Rostislav Vlach, Petr Vlk.
 SSSR -  Švédsko 6:0 (2:0, 3:0, 1:0)
19. prosince 1986 - Moskva

Branky a nahrávky SSSR: 14. Vasilij Pěrvuchin (Sergej Jašin, Sergej Světlov), 20. Andrej Chomutov (Michail Varnakov), 28. Igor Stělnov (Michail Varnakov, Vjačeslav Bykov), 33. Vjačeslav Bykov, 34. Sergej Němčinov (Sergej Charin), 46. Sergej Makarov.

Rozhodčí: Vladimír Šubrt (TCH) – Michail Galinovskij (URS), Alexandr Pavlovskij (URS)

Vyloučení: 3:3 (využití 1:0)
SSSR: Jevgenij Bělošejkin – Alexej Kasatonov, Vjačeslav Fetisov, Michail Tatarinov, Vasilij Pěrvuchin, Vladimir Ťjurikov, Alexandr Fatkullin,Sergej Starikov, Igor Stělnov – Sergej Makarov, Igor Larionov, Vladimir Krutov – Sergej Jašin, Sergej Světlov, Anatolij Semjonov – Andrej Chomutov, Alexandr Semak, Michail Varnakov – Sergej Charin, Sergej Němčinov, Jurij Chmyljov.
Švédsko: Åke Lilljebjörn – Tommy Albelin, Thomas Eriksson, Magnus Svensson, Peter Andersson, Mats Kihlström, Lars Karlsson - Matti Pauna, Thomas Rundqvist, Staffan Lund – Mikael Hjälm, Thomas Ljundbergh, Magnus Roupe - Jonas Bergqvist, Bengt-Åke Gustafsson, Tommy Mörth - Peter Sundström, Tom Eklund, Lars-Gunnar Pettersson.
 Švédsko -  Finsko 2:0 (1:0, 1:0, 0:0)
20. prosince 1986 - Moskva

Branky a nahrávky Švédska: 17. Håkan Södergren (Thomas Eriksson), 40. Thomas Rundqvist (Matti Pauna, Tom Eklund).

Rozhodčí: Geiger (CAN) – Igor Prusov (URS), Konstantin Komisarov (URS)

Vyloučení: 4:5 (využití 0:1)
Švédsko: Åke Lilljebjörn – Lars Karlsson, Tommy Samuelsson, Magnus Svensson, Peter Andersson, Tommy Albelin, Thomas Eriksson - Matti Pauna, Thomas Rundqvist, Staffan Lund – Bengt-Åke Gustafsson, Jonas Bergqvist, Håkan Södergren – Mikael Hjälm, Thomas Ljundbergh, Magnus Roupe - Peter Sundström, Tom Eklund, Lars-Gunnar Pettersson.
Finsko: Jarmo Myllys – Pertti Lehtonen, Jyrki Lumme, Hannu Virta, Jukka Virtanen, Timo Jutila, Jarmo Kuusisto, Arto Ruotanen, Vesa Salo – Iiro Järvi, Risto Jalo, Jari Neuvonen – Jukka Vilander, Erkki Lehtonen, Ari Vuori – Risto Kurkinen, Jari Torkki, Pekka Järvelä – Pekka Tuomisto, Kari Jalonen, Kari Laitinen.
 Kanada -  Finsko 3:2 (2:1, 0:1, 1:0)
21. prosince 1986 - Moskva

Branky a nahrávky Kanady: 5. Marc Habscheid (Dave Reierson), 10. Don McLaren (Claude Vilgrain), 49. Claude Vilgrain.

Branky a nahrávky Finska: 20. Risto Jalo (Risto Kurkinen), 22. Jarmo Kuusisto (Pekka Järvelä).

Rozhodčí: Dag Olsson (SWE) – Michail Galinovskij (URS), Alexandr Pavlovskij (URS)

Vyloučení: 2:2 (využití 0:0)
Kanada: Sean Burke – Trent Yawney, Zarley Zalapski, Chris Felix, Toni Stiles, Dave Reierson, Larry Trader – Vaughn Karpan, Benoit Doucet, Wally Schreiber – Marc Habscheid, Gordon Sherven, Ken Berry – Fabian Joseph, Mike Stapleton, Steve Nemeth - Claude Vilgrain, Cliff Ronning, Don McLaren.
Finsko: Hannu Kampuri – Pertti Lehtonen, Jyrki Lumme, Timo Jutila, Jarmo Kuusisto, Arto Ruotanen, Vesa Salo, Hannu Virta, Jukka Virtanen - Iiro Järvi, Risto Jalo, Jari Neuvonen – Pekka Tuomisto, Kari Jalonen, Kari Laitinen - Jukka Vilander, Erkki Lehtonen, Ari Vuori – Risto Kurkinen, Jari Torkki, Pekka Järvelä.
 SSSR -  Československo 1:0 (1:0, 0:0, 0:0)
21. prosince 1986 - Moskva

Branky a nahrávky SSSR: 12:17 Sergej Makarov (Igor Larionov, Vladimir Krutov).

Rozhodčí: Josef Kompalla (FRG) – Igor Prusov (URS), Konstantin Komisarov (URS)

Vyloučení: 6:4 (využití 0:1)
ČSSR: Jaromír Šindel – Luděk Čajka, Miloslav Hořava, Mojmír Božík, Jaroslav Benák, Bedřich Ščerban, Antonín Stavjaňa – Otakar Janecký, Dušan Pašek, Jiří Šejba – Petr Rosol, Rostislav Vlach, František Černý – David Volek, Jiří Hrdina, Jiří Doležal – Oldřich Válek, Jiří Kučera, Petr Vlk.
SSSR: Jevgenij Bělošejkin – Alexej Kasatonov, Vjačeslav Fetisov, Michail Tatarinov, Vasilij Pěrvuchin, Sergej Starikov, Igor Stělnov, Alexandr Fatkullin, Vladimir Ťjurikov – Sergej Makarov, Igor Larionov, Vladimir Krutov – Sergej Jašin, Sergej Světlov, Anatolij Semjonov – Andrej Chomutov, Vjačeslav Bykov, Michail Varnakov – Sergej Prjachin, Jurij Chmyljov, Sergej Němčinov – Sergej Charin, Alexandr Semak.

## Statistiky

### Nejlepší hráči
| Brankář | Jevgenij Bělošejkin |
| Obránce | Zarley Zalapski     |
| Útočník | Andrej Chomutov     |

### Kanadské bodování
| Poř. | Kanadské bodování | Branky | Přihrávky | Body |
| ---- | ----------------- | ------ | --------- | ---- |
| 1.   | Jiří Hrdina       | 3      | 2         | 5    |